# 콘스탄티노스 카바피스

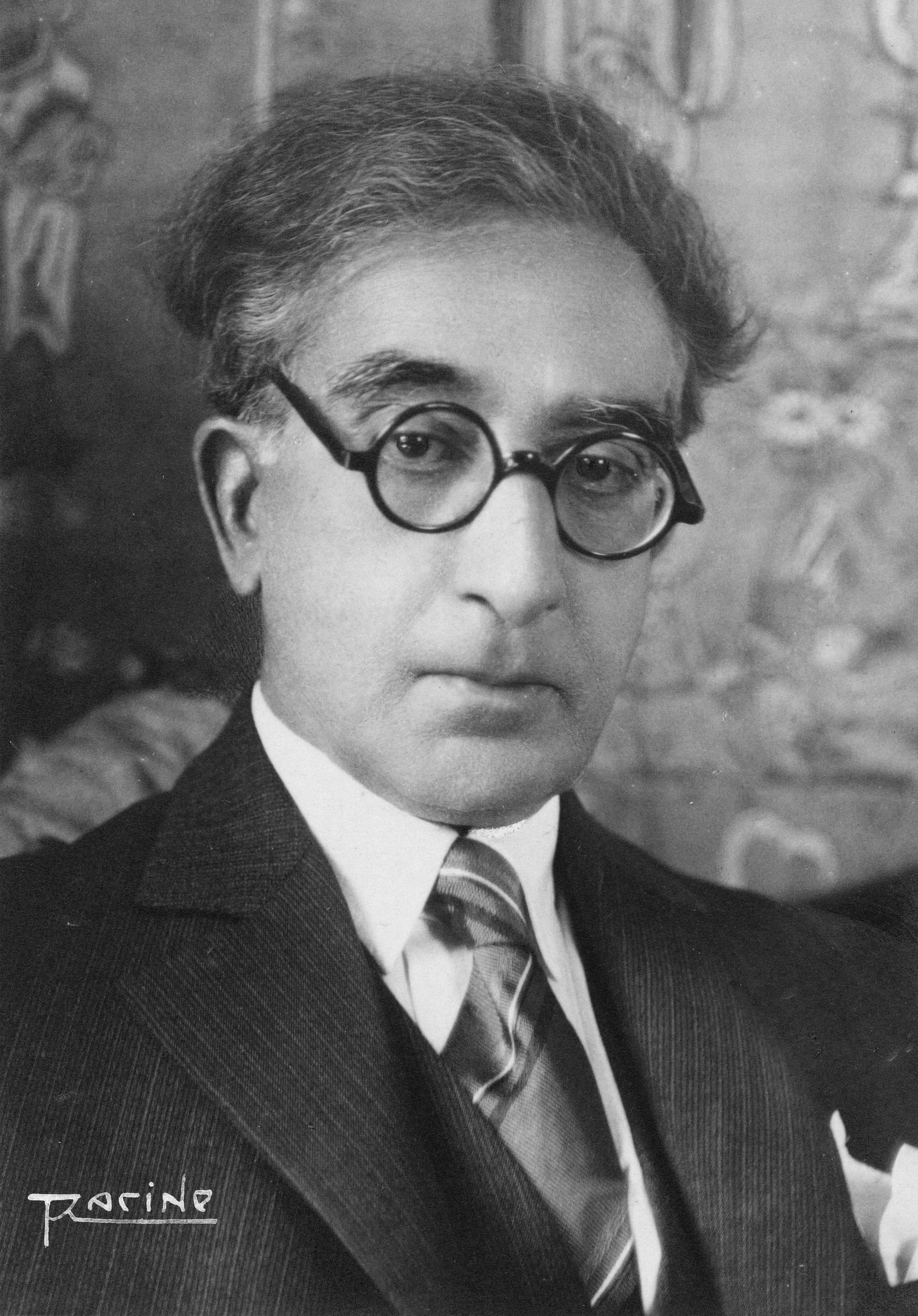

콘스탄티노스 페트루 카바피스(그리스어: Κωνσταντίνος Πέτρου Καβάφης, 1863년 4월 29일~1933년 4월 29일)는 알렉산드리아 출신의 그리스인 시인, 언론인, 공무원이다. 한 번역가가 말했듯이 그의 작품은 역사적인 것과 에로틱한 것을 하나로 묶어 담고 있다.
카바피스의 친구이자 소설가이자 문학평론가인 E. M. 포스터는 1923년에 그의 시를 영어권 세계에 소개하면서 그를 "밀짚모자를 쓴 그리스 신사, 우주에 대해 약간의 각도로 전혀 움직이지 않고 서있는" 것으로 묘사했다. 카바피스의 의식적인 개인적 스타일은 그리스 시뿐만 아니라 서양 시 전체에서 가장 중요한 인물 중 한 자리를 차지했다.
카바피스는 155개의 시를 완성했지만, 그 중 수십 개는 아직 불완전하거나 스케치 형태로 남아 있다. 그는 자신의 작품을 책으로 출판하는 것을 지속적으로 거부했으며 지역 신문과 잡지를 통해 공유하거나 심지어 직접 인쇄하여 관심 있는 사람에게 나눠주는 것을 선호했다. 그의 가장 중요한 시들은 40세 생일 이후에 쓰여졌고, 그가 죽은 지 2년 후에 출판되었다.